# Nick Deacy
Nick Deacy (Cardiff, 19 juli 1953) is een voormalig voetballer uit Wales.

## Clubcarrière
Deacy was een spits die in de jaren zeventig drie seizoenen voor PSV speelde. Hij kwam van Hereford United FC. Van 1975 tot 1978 stond de spits bij PSV onder contract. Hij werd door trainer Kees Rijvers vooral gebruikt als pinchhitter.
Deacy won met PSV twee landstitels, één KNVB beker en de UEFA Cup. Hij speelde 58 wedstrijden waarin hij acht keer scoorde. Europees speelde hij veertien wedstrijden, vier doelpunten, waaronder de belangrijke treffer in Camp Nou in 1978, halve finale UEFA-Cup. Door deze treffer bezorgde hij PSV de finaleplaats.
Na PSV vertrok Deacy naar Beringen. Hij verbleef daar twee seizoenen en speelde 42 wedstrijden en scoorde tien doelpunten. Verder speelde Deacy voor Vitesse en Hull City AFC. In 1982 tekende hij een contract bij Happy Valley FC in Hongkong, waarna hij zijn carrière via Bury FC bij Merthyr Tydfil FC afsloot, hij was toen 32 jaar.
Na zijn voetbalcarrière ging hij studeren en behaalde hij een masters degree in business-administration.

## Interlandcarrière
Nick Deacy speelde twaalf interlands voor Wales en scoorde vier keer. Hij maakte zijn debuut voor de nationale ploeg op woensdag 30 maart 1977 in de WK-kwalificatiewedstrijd tegen Tsjechoslowakije (3-0) onder leiding van de Engelse bondscoach Mike Smith. Deacy nam in dat duel de tweede treffer voor zijn rekening. Leighton James tekende voor de overige twee treffers.
| Interlanddoelpunten | Interlanddoelpunten | Interlanddoelpunten | Interlanddoelpunten       | Interlanddoelpunten | Interlanddoelpunten | Interlanddoelpunten | Interlanddoelpunten  |
| #                   | Datum               | Locatie             | Wedstrijd                 | Goal(s)             | Score               | Uitslag             | Wedstrijd            |
| ------------------- | ------------------- | ------------------- | ------------------------- | ------------------- | ------------------- | ------------------- | -------------------- |
| 1                   | 30/03/1977          | Wrexham             | Wales – Tsjecho-Slowakije | 65'                 | 2 – 0               | 3 – 0               | WK-kwalificatie      |
| 2                   | 03/06/1977          | Belfast             | Noord-Ierland – Wales     | 27'                 | 1 – 1               | 1 – 1               | British Championship |
| 3                   | 19/05/1978          | Wrexham             | Wales – Noord-Ierland     | 70' (pk)            | 1 – 0               | 1 – 0               | British Championship |
| 4                   | 29/11/1978          | Wrexham             | Wales – Turkije           | 67'                 | 1 – 0               | 1 – 0               | EK-kwalificatie      |

## Erelijst
| Competitie     |        |                  |     |     |
| Competitie     | Aantal | Jaren            |     |     |
| PSV            | PSV    | PSV              | PSV | PSV |
| -------------- | ------ | ---------------- | --- | --- |
| Internationaal |        |                  |     |     |
| UEFA Cup       | 1x     | 1977/78          |     |     |
| Nationaal      |        |                  |     |     |
| Eredivisie     | 2x     | 1975/76, 1977/78 |     |     |
| KNVB beker     | 1x     | 1975/76          |     |     |